# The New Teacher Project
The New Teacher Project (TNTP) ist eine US-amerikanische gemeinnützige Organisation in Form einer Public Charity (dt.: freie Wohlfahrtspflege), die sich zum Ziel gesetzt hat, mehr Chancengerechtigkeit im Bildungswesen zu erreichen. Dazu erstellt TNTP Programme, die es Bildungsverantwortlichen ermöglichen, herausragende Lehrer einzustellen und sie weiterzuentwickeln.
TNTP wurde 1997 von der ehemaligen Teach-For-America-Lehrerin Michelle Rhee gegründet. Sitz der Organisation ist New York, NY. Finanziert wird sie zu etwa zwei Dritteln aus eigenen Einnahmen für ihre Dienstleistungen, zu etwa einem Drittel durch Spenden, u. a. von der Bill & Melinda Gates Foundation.

## Überblick
TNTP ist eine von Lehrern gegründete Organisation, die von der Überzeugung angetrieben wird, dass effektive Lehrer einen größeren Einfluss auf die Leistung von Schülern haben als der soziale Faktor. Dafür hat TNTP maßgeschneiderte Programme und politische Interventionen, die es Bildungseinrichtungen ermöglichen, Lehrer zu finden, auszubilden und anzustellen. Seit seiner Gründung im Jahr 1997 hat TNTP etwa 43.000 Lehrer – hauptsächlich durch seine Teaching-Fellows-Programme – rekrutiert oder ausgebildet, die schätzungsweise 7 Millionen Schüler unterrichtet haben. Außerdem hat TNTP eine Reihe an Studien über ihre Richtlinien und Praktiken veröffentlicht, die sich auf die Qualität der Lehrkräfte des Landes auswirken, darunter The Widget Effect (2009), Teacher Evaluation 2.0 (2010) und The Irreplaceables (2012). Im Jahr 2013 war TNTP in mehr als 25 Städten aktiv, darunter 10 der 15 größten des Landes. In einem Meinungsartikel der New York Daily Times plädierte Timothy Daly, damaliger Präsident von TNTP, dafür, „die Testergebnisse der Schüler zu einem von vielen Faktoren bei der Tenure-Entscheidung zu machen.“

## Geschichte
TNTP wurde 1997 von Michelle Rhee gegründet. Es begann mit dem Ziel, armen Schülern oder Schülern, die einer Minderheit angehörig sind, gleichen Zugang zu effektivem Lernen zu ermöglichen. In den ersten 10 Jahren konzentrierte sich TNTP zunächst darauf, den städtischen Bezirken zu helfen, die Art und Weise zu verbessern, wie sie neue Lehrer einstellen und ausbilden. Im Jahr 2000 begann TNTP mit den Teaching Fellows- und Academy-Programmen, die als alternative Wege zur Lehrerzertifizierung für bedürftige Schulen dienten.
Als sich TNTP zunehmend mit den Bedürfnissen der städtischen Bezirke vertraut gemacht hat, haben sie begonnen, den Bezirken zu helfen, zusätzliche Herausforderungen zu identifizieren und anzugehen, einschließlich der früheren Einstellung von Lehrern, der Personalausstattung von herausgeforderten Schulen und der Bereitstellung einer strengen Lehrerzertifizierungsschulung. Des Weiteren wurden Strategien identifiziert, die kontraproduktiv für die Überwindung genannter Herausforderungen sind, über die Berichte veröffentlicht wurden, um Lösungen anzubieten und Reformen zu fördern.

## Geschäftsmodell
TTNP ist eine umsatzgenerierende gemeinnützige Organisation. Ein Großzahl der Einnahmen stammt aus Verträgen mit Bezirken und Staaten zur Erbringung von Dienstleistungen; zusätzliche Mittel für die Entwicklung und Forschung neuer Programme werden von Spendern wie der Bill & Melinda Gates Foundation bereitgestellt.

## Berichte

### The Widget Effect (2009)
Im Jahr 2009 veröffentlichte TNTP „The Widget Effect: Our National Failure to Acknowledge and Act On Teacher Effectiveness“. Der Bericht, das über 15.000 Schüle und 1.300 Schulleiter in 12 Schulbezirken befragte, kam zu dem Schluss, dass das öffentliche Bildungssystem der USA Lehrer als austauschbare Teile und nicht als einzelne Fachleute behandelt.

### Teacher Evaluation 2.0 (2010)
Im Jahr 2010 veröffentlichte TNTP „Teacher Evaluation 2.0“. Der Bericht beschäftigt sich mit dem Beheben von Lehrerbewertungen und umfasst sechs Standards, die als Voraussetzung für „effektives Lehren“ gelten.
Das „National Education Policy Center“ kritisierte den Bericht von TNTP Teacher Evaluation 2.0. Er enthielte Empfehlungen für Lehrerbewertungen, die „zum größten Teil auf konventionelle Weisheit hinauslaufen, ohne dass eine unterstützende Präsentation wissenschaftlicher Beweise fehlt.“ Die Überprüfung behauptete auch, dass „viele der Ideen und Empfehlungen weder neu noch innovativ sind.“

### The Irreplacables (2012)
Im Jahr 2012 veröffentlichte TNTP „The Irreplaceables: Understanding the Real Retention Crisis in Americas Urban Schools“. Der Bericht identifizierte das Versäumnis der öffentlichen Schulen, mehr ihrer stärksten Lehrer im Klassenzimmer zu halten als ihre schwächsten als das grundlegende Problem mit der Lehrerbindung in städtischen Schulbezirken. Der Bericht, der sich auf vier große städtische Schulbezirke konzentrierte, bot auch Lösungen dafür, wie Bezirke und Schulen dazu beitragen können, mehr von ihren Lehrern zu behalten.
Nach der Veröffentlichung von „The Irreplacables“ unterstützte der damalige US-Bildungsminister Arne Duncan öffentlich die Ergebnisse von TNTP und die „National Education Association (NEA)“ lobte den Bericht und stellte fest, dass TNTP „dazu beigetragen hatte, die Aufmerksamkeit auf eines der wertvollsten Vermögenswerte unserer Nation zu lenken: die engagierten Fachleute, die unsere Kinder erziehen.“

## Kontroverse
Im Juni 2009 veröffentlichte TNTP seinen Widget-Effect-Bericht über die Lehrerbewertungen, der in Zusammenarbeit mit über 50 Bezirks- und Staatsbeamten und 25 Vertretern der Lehrergewerkschaft durchgeführt wurde. Obwohl die „American Federation of Teachers“ zustimmte, dass die „gesamten Schlussfolgerungen des Berichts solide sind“, bestritt die Gewerkschaft die Daten über die Anzahl der in Toledo entlassenen Lehrer. Später wurde berichtet, dass zumindest einige der Daten falsch waren. Nachdem die „Toledo Federation of Teachers (TFT)“ TNTP mit Bedenken bezüglich ihrer Daten kontaktierte, wurden neue vom TFT bereitgestellte Daten überprüft und anschließend berichtigt.